# Prințesa Marie-Thérèse a Franței
Prințesa Marie-Thérèse a Franței (2 ianuarie 1667 – 1 martie 1672) a fost al patrulea copil și a treia fiică a regelui Ludovic al XIV-lea al Franței și a soției lui, Maria Tereza a Austriei. Ca fiică a unui rege francez, a fost Fille de France și a fost cunoscută la curte cu titlul onorific de Madame Royale deoarece a fost fiica cea mare în viață a regelui. 

## Biografie
Marie-Thérèse de France s-a născut la 2 ianuarie 1667 la castelul Saint-Germain-en-Laye. Părinții ei au botezat-o la Louvre în 1668. Părinții au adorat-o iar mama sa dorea ca ea să devină regină a țării ei natale, Spania. 
De asemenea, era cunoscută sub numele de La Petite Madame pentru a o distinge de mătușile ei, soțiile unchiului ei, Monsieur, care erau cunoscute, prima sub titlul Madame (d. 1670) și a doua Madame (d. 1722). Tânăra prințesă a murit la 1 martie 1672 la castelul Saint-Germain-en-Laye.